# Culture de l'Italie
 (mars 2015).
Si vous disposez d'ouvrages ou d'articles de référence ou si vous connaissez des sites web de qualité traitant du thème abordé ici, merci de compléter l'article en donnant les références utiles à sa vérifiabilité et en les liant à la section « Notes et références ».
 (mars 2015).

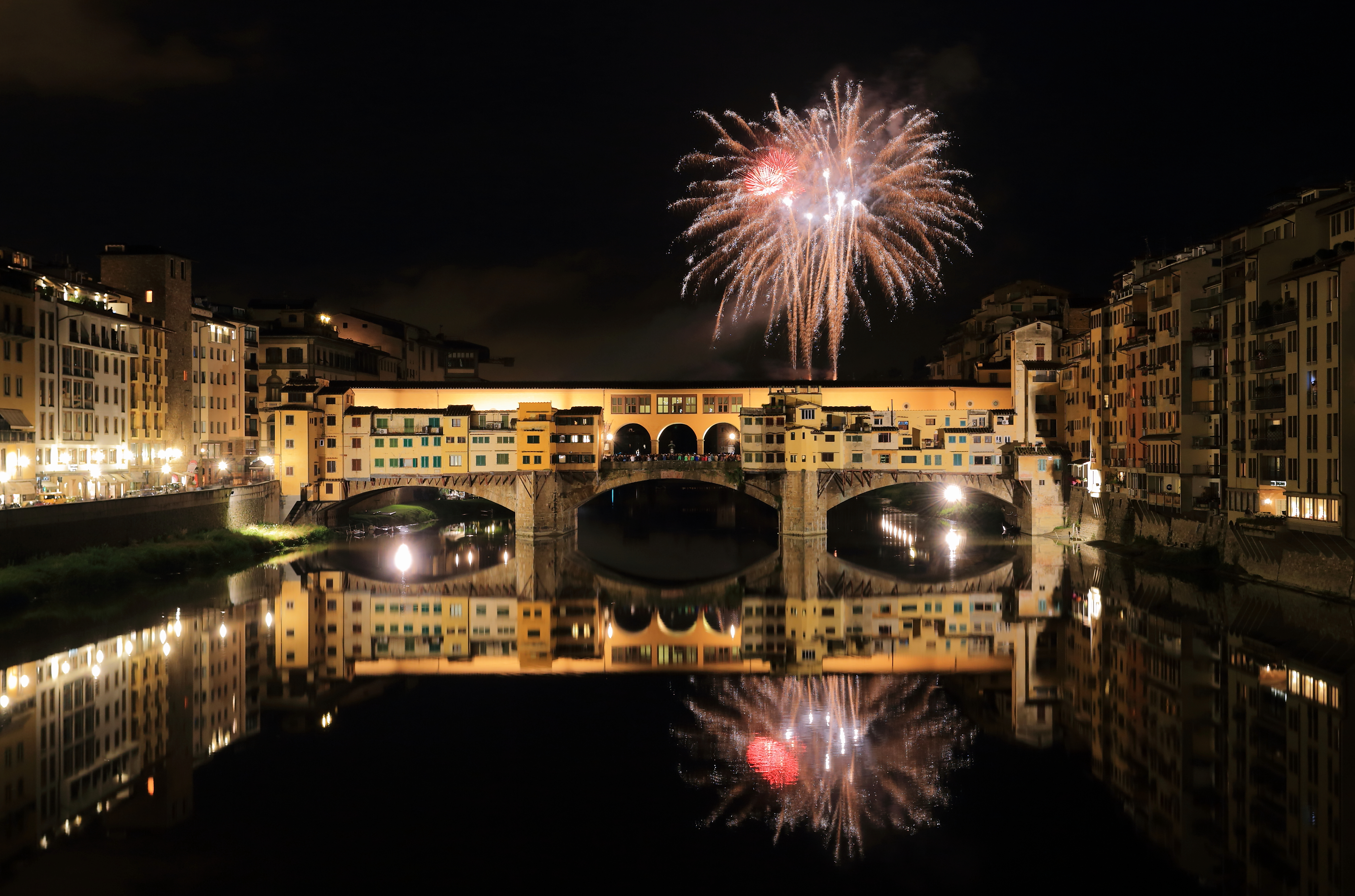
Feu d'artifice sur le Ponte Vecchio à Florence

La culture de l'Italie, pays de l'Europe du Sud, désigne d'abord les pratiques culturelles observables de ses habitants (63 000 000, estimation 2017).
La culture de l'Italie définit aussi ce que fut l'Italie depuis l'Antiquité, comme un des plus grands foyers culturels de l'Occident. Marquée par la civilisation étrusque et par la civilisation grecque, la péninsule fut le centre de l'Empire romain puis de l'Église catholique, et parallèlement, elle a été le berceau de l'Humanisme et de la Renaissance économique et artistique de l'Europe à la fin du Moyen Âge, au carrefour des civilisations de la Méditerranée.

## Influences
L'influence de l'Italie s'exerce de façon importante dans de nombreux domaines artistiques et tout particulièrement dans l'architecture, la peinture, la sculpture, les arts décoratifs, la musique, la littérature et ceci de façon déterminante et continue au moins jusqu'au XVIIe siècle.
L'apport de l'Italie dans le domaine scientifique est aussi très important. Au XVIIe siècle les études de l'astronome et physicien Galilée donnent naissance à la science moderne. Le baromètre est inventé en 1644 par Evangelista Torricelli, la pile électrique par Alessandro Volta en 1800. Antonio Meucci est l'inventeur du téléphone. Guglielmo Marconi est l'inventeur de la radiodiffusion. Dans les années 1930 et 1940 le physicien Enrico Fermi apporte une contribution fondamentale à la construction du premier réacteur nucléaire.
On peut penser que l'environnement italien a favorisé l'émergence de ces génies. On peut penser, que les circonstances historiques, que les conditions naturelles (ses paysages renommés) et politiques (le morcellement de la péninsule entre de multiples États rivaux) de l'Italie favorisent de façon unique l'éclosion d'une culture raffinée.
De nombreux peuples divers et variés participent à l'élaboration de la culture qui ne peut être qualifiée d'italienne qu'à partir du Moyen Âge. Ce qualificatif ne peut en effet s'appliquer aux monuments et autres témoignages du passé que laissent en Italie les Étrusques, les Grecs les Celtes, les Ostrogoths, les Lombards, les Byzantins, les Arabo-musulmans en Sicile et les Normands dans le sud (y compris en Sicile), qui tous se sont fondus dans la nation moderne.
Quant aux Romains, leur empire et leur culture dépassent largement les frontières italiennes, et on ne peut réduire leur apport à celui de la péninsule. L'Italie a néanmoins un rôle hégémonique à l'intérieur de l'Empire romain, les premières racines de la nation italienne sont incontestablement romaines. L'Italie est une entité politique bien définie dès le Ier siècle av. J.-C. elle représente la métropole de l'empire, ses habitants jouissent seuls du titre de citoyen romain, avant que ce titre ne soit accordé aux habitants des provinces. 
Mais ces multiples influences se sont mutuellement interfécondées et ont fait de l'Italie un pays exceptionnellement créatif.

## Langues, peuples, cultures

### Langues
- Langues en Italie, Langues d'Italie
- Società Dante Alighieri

### Peuples
- Groupes ethniques en Italie
- Diaspora italienne

## Traditions

### Religion(s)
- Religion en Italie, Religion en Italie (rubriques)
- Christianisme en Italie (rubriques) : 
  - Catholicisme
  - Orthodoxie
  - Protestantisme
- Spiritualités minoritaires
  - Islam en Italie
  - Judaïsme en Italie, Histoire des Juifs en Italie, Antisémitisme au xxie siècle en Italie
  - Hindouisme en Italie
  - Jainisme en Italie
  - Bouddhisme
  - Foi Baha'ie en Italie (en)
  - Néopaganisme : Wicca, Religion des Celtes, Néodruidisme
- Autres conceptions
  - Irréligion, Irréligion en Italie
- Liberté de religion en Italie

### Symboles
- Armoiries de l'Italie, Drapeau de l'Italie
- Personnages :	Italia turrita
- Fratelli d’Italia, hymne national depuis 1847.

### Folklore et Mythologie
- Catégorie:Folklore italien
- Giambattista Basile (1566-1632), Pentamerone (1634-1636), dont Petrosinella (en)
- Folklore italien (rubriques)
- Créatures du folklore italien
- Traditions alpines préchrétiennes
- Folklore of Italy (en)
- Folkloristes italiens : Bernardo Bilotta, Italo Calvino, Carlo Cataldo, Walter Maioli, Giuseppe Pitrè, Girolamo de Rada, Giuseppe Schirò

### Croyances
- Superstitions : Cimaruta (en), Cornicello, Signe des cornes

### Fêtes
- Fêtes et jours fériés en Italie
- Catégorie:Fête en Italie
- Catégorie:Carnaval en Italie
- Catégorie:Noël en Italie

#### Fêtes et jours fériés
| Date         | Nom français          | Nom local                                        | Remarques |
| ------------ | --------------------- | ------------------------------------------------ | --------- |
| 1er janvier  | Jour de l'an          | Capodanno                                        |           |
| 6 janvier    | Épiphanie             | Epifania (la BEFANA)                             |           |
| Mobile       | Pâques                | Pasqua                                           |           |
| Mobile       | Lundi de Pâques       | Lunedì dell'Angelo (Pasquetta)                   |           |
| 25 avril     | Fête de la Libération | Festa Della Liberazione                          | 1945      |
| 1er mai      | Fête du Travail       | Festa del Lavoro                                 |           |
| 2 juin       | Fête de la République | Festa della Repubblica                           | 1946      |
| 15 août      | Assomption            | Assunzione (pop. Ferragosto)                     |           |
| 1er novembre | Toussaint             | Tutti i santi (Ognissanti)                       |           |
| 8 décembre   | Immaculée Conception  | Immacolata Concezione                            |           |
| 25 décembre  | Noël                  | Natale                                           |           |
| 26 décembre  | Saint-Étienne         | Santo Stefano                                    |           |
| 31 décembre  | Saint-Sylvestre       | San Silvestro (n'est pas un jour férié officiel) |           |

Un décret de 1985 fixe les fêtes religieuses (catholiques), en application de l'accord concordataire (art. 6) signé à Rome le 18 février 1984 entre la République italienne et le Saint-Siège, ratifié par la loi no 121 du 25 mars 1985 :
- tous les dimanches
- le 1er janvier, Maria Santissima Madre di Dio (Marie très sainte, mère de Dieu)
- le 6 janvier, Epifania del Signore (épiphanie du Seigneur)
- le 15 août, Assunzione della Beata Vergine Maria (assomption de la Vierge Marie)
- le 1er novembre, tutti i Santi (toussaint)
- le 8 décembre, Immacolata Concezione della Beata Vergine Maria (immaculée conception)
- le 25 décembre, Natale del Signore (noël du Seigneur)
- le 29 juin, SS. Pietro e Paolo (saints Pierre et Paul), pour la commune de Rome.Il faut remarquer qu'un Pays à grande majorité catholique comme l'Italie ne compte pas, parmi les fêtes officielles, l'Ascension et la Pentecôte.

- La plus grande association du culte en Italie est l'Église catholique romaine, suivie de très loin par les Assemblee di Dio, qui sont des communautés pentecostales, et les Témoins de Jéhovah. Mais les deux autres religions institutionnelles sont les juifs et les valdesi (vaudois) (des protestants avant la lettre, réfugiés de France et de Suisse).

#### La Sagra

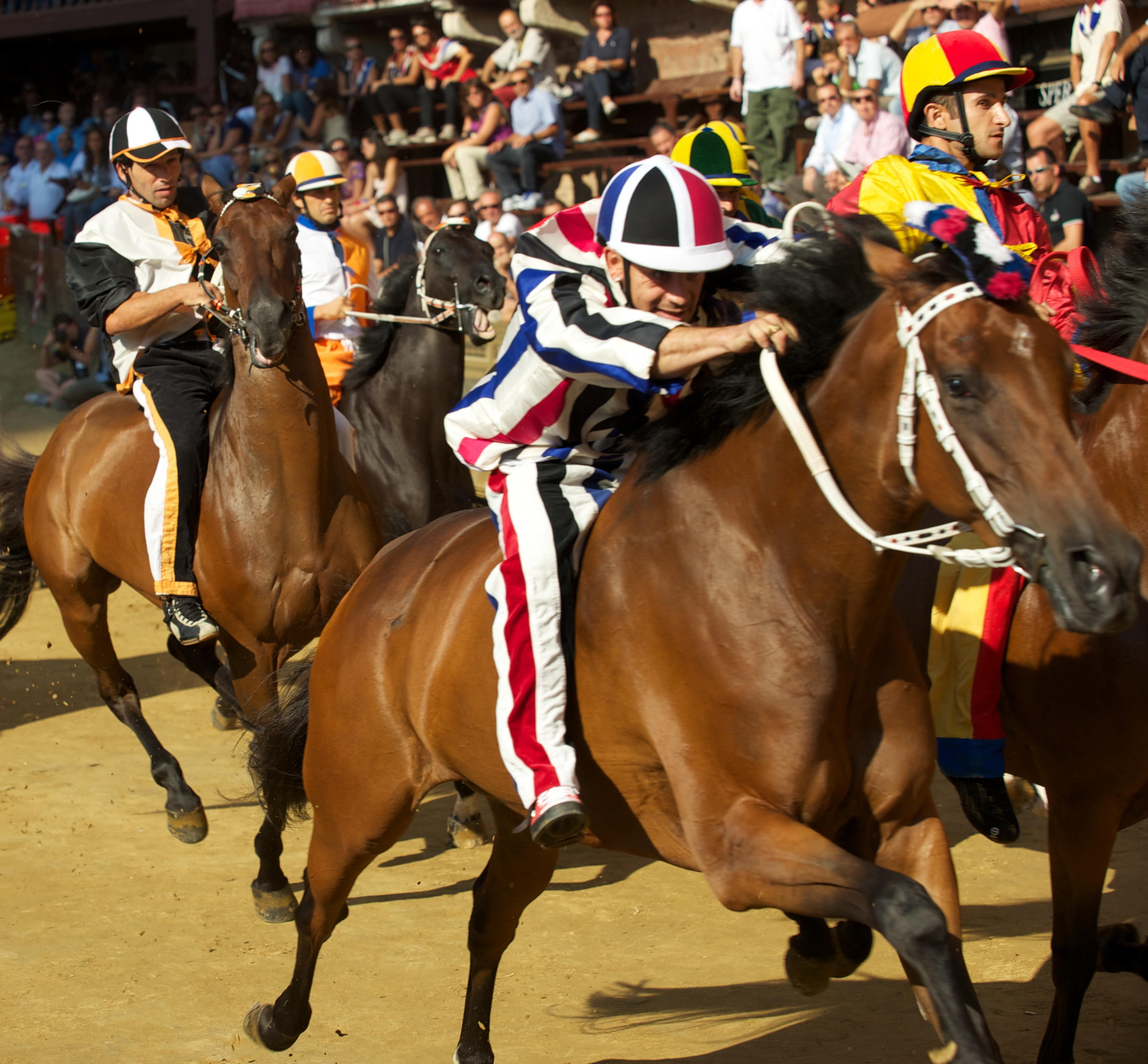
Course de chevaux au Palio de Sienne

Entre fête religieuse et fête païenne, la Sagra est l'occasion de nombreux prétextes saisonniers.

## Société
- Diaspora italienne
- Liste d'Italiens (en)
- Franc-maçonnerie en Italie (rubriques)
- Immigration en Italie
- Italian identity (en)
- Italian honorifics (en)
- Italophilie

### Éducation
- Généralités : Liste des pays par taux d'alphabétisation, Liste des pays par IDH
- Éducation en Italie, Éducation en Italie (rubriques)
- Science et technologie en Italie (en), Science en Italie (rubriques)

### Droit
- Catégorie:Criminalité en Italie
- Corruption en Italie (en)
- Racisme en Italie (en)
- Catégorie:Droits de l'homme en Italie

### État
- Histoire de l'Italie
- Politique en Italie
- Liste des guerres de l'Italie moderne
- Liste de massacres en Italie (en)
- Nationalisme italien

### Stéréotypes
- Liste d'idoles culturelles d'Italie (en)

## Arts de la table
- Liste de produits alimentaires italiens protégés (it)
- Produits italiens à désignation d'origine protégée

### Cuisine(s)
- Cuisine italienne, Cuisine italienne (rubriques), Cuisine italienne par région
- List of Italian dishes (en)
- List of Sicilian dishes (en)
- Pains italiens
- List of Italian soups (en)
- Liste de pâtes
- List of pizza varieties by country (en)
- Fromages italiens
- Desserts italiens
- List of Italian desserts and pastries (en)
- List of Italian chefs (en)

### Boisson(s)
- Boissons italiennes
- Acqua Panna (en)
- Marques d'eau minérale en Italie[1]
- Jus de fruits, cocktails de fruits
- Lait
- Boissons gazeuses
- Café italien : Expresso, Lungo, Ristretto, Doppio (en)
  - Demitasse (en), Knockbox (en), Shakerato (en)
  - Caffè corretto, Ammazzacaffè (en), Caffè macchiato, Cappuccino, Espressino (en)
  - Latte, Latte macchiato
  - Liste des boissons au café
- Vins italiens, Viticulture en Italie, Vin italien (rubriques)
  - List of Italian grape varieties (en)
  - List of Italian DOC wines (en), Denominazione di origine controllata e garantita, List of Italian IGT wines (en)
- Bières italiennes
- Alcools
  - Alchermes, Amaretto, Amaro (liqueur), Amaro Averna, Amaro Lucano, Amaro Montenegro, Amaro Sibilla, Anisette, Aperol, Aurum (liqueur)
  - Campari, Castello Mio Sambuca, Centerbe, Cynar, Disaronno
  - Fernet, Fernet-Branca, Frangelico, Galliano (liqueur), Gozio Amaretto, Lemon liqueur, Limoncello,
  - Maraschino, Mirto (liqueur), Nespolino, Nocello, Nocino, Pallini Limoncello, Passione Nera
  - Ramazzotti (liqueur), Rosolio, Sambuca, Sassolino, Strega (liqueur)
  - Tuaca, Vespetrò, Villa Massa Limoncello, Zucca (aperitif)
  - vodka : Artic, Keglevich, VKA

## Santé
- Santé, Santé publique, Protection sociale
- Santé en Italie (rubiques)
- Système de santé de l'Italie
- Liste des pays par taux de tabagisme, Liste des pays par taux de natalité, Liste des pays par taux de suicide
- Drogues en Italie
  - alcool
  - tabac
  - stupéfiants

### Jeux populaires
- Divertissement en Italie
  - jeux d'argent
- Jeux en Italie (la scoppa)
  - Jeu de cartes italien

### Sports
- Sport en Italie, Sport en Italie (rubriques)
- Sportifs italiens, Sportives italiennes
- Italie aux Jeux olympiques
- Italie aux Jeux paralympiques
- Handisport en Italie

#### Arts martiaux
- Arts martiaux en Italie

## Média
- Média en Italie, Média en Italie (rubriques)
- Télécommunications en Italie
- Liberté de presse en Italie,Censure en Italie
- Journalistes italiens
- Premiolino (en)
- Ossigeno per l'informazione (it)

### Presse écrite
- Presse écrite en Italie (rubriques)
- Liste de journaux en Italie
- Magazines italiens

### Radio
- Radio en Italie (rubriques)
- Liste des stations de radio en Italie

### Télévision
- Télévision en Italie, Télévision en Italie (rubriques)

### Internet (.it)
- Internet en Italie (en)
- Sites web italiens
- Blogueurs italiens
- Osservatorio Balcani e Caucaso (en)

## Littérature
- Littérature italienne, Catégorie:Littérature italienne
- Écrivains italiens, Liste d'écrivains italiens
  - Écrivains italiens par genre, Écrivains italiens francophones
- Œuvres littéraires italiennes
- Prix littéraires en Italie

### Littérature contemporaine
- Nouvelle épique italienne

### Quelques auteurs
- Dante Alighieri, auteur de la Vita Nuova et de la Divine Comédie (L'Enfer, Le Purgatoire et Le Paradis)
- Cecco Angiolieri
- Pétrarque, auteur du Canzoniere
- Boccace, auteur du Décaméron
- Angelo Poliziano
- Pietro Aretino
- Ludovico Ariosto, auteur du Roland furieux
- Le Tasse (Torquato Tasso), auteur de La Jérusalem délivrée
- Alessandro Manzoni, auteur des Fiancés (I promessi sposi)
- Giacomo Leopardi, auteur des Canti
- Vittorio Alfieri
- Ugo Foscolo, auteur de Les dernières lettres de Jacopo Ortis (1802)
- Giosuè Carducci
- Giovanni Verga (1840-1922), auteur  de I Malavoglia et Mastro don Gesualdo
- Corrado Alvaro (1895-1956), auteur de Gente in Aspromonte
- Gabriele D'Annunzio auteur de  Il Piacere et "La fille de Jorio" (1904)
- Giovanni Pascoli
- Aldo Palazzeschi
- Dino Campana
- Camillo Sbarbaro
- Giuseppe Ungaretti
- Umberto Saba
- Salvatore Quasimodo
- Eugenio Montale
- Sandro Penna
- Giorgio Caproni
- Edoardo Sanguineti
- Luigi Pirandello, auteur de Feu Mathias Pascal (1904)
- Italo Svevo
- Grazia Deledda
- Dino Buzzati auteur du K, le Désert des Tartares
- Carlo Emilio Gadda
- Cesare Pavese auteur de Le bel été (La Bella Estate)  et  Avant que le coq chante (1949)
- Alberto Moravia, auteur du Mépris et de l'Ennui
- Giorgio Manganelli
- Tommaso Landolfi
- Antonio Pizzuto
- Giorgio Bassani, auteur du Roman de Ferrare, cycle de romans et nouvelles auxquels appartiennent Les Lunettes d'or et Le Jardin des Finzi-Contini
- Mario Rigoni Stern, auteur du Sergent dans la neige, des Saisons de Giacomo et de l'Histoire de Tönle
- Umberto Eco, auteur du Nom de la rose et du Pendule de Foucault
- Antonio Tabucchi auteur de Nocturne indien et de Requiem
- Erri De Luca, auteur de Trois chevaux, Montedidio et Le Contraire de un
- Italo Calvino, auteur du Sentier des nids d'araignées, du Vicomte pourfendu, du Baron perché
- Giuseppe Tomasi di Lampedusa auteur de Le Guépard
- Claudio Magris, auteur de Microcosmes, de Le mythe et l'empire dans la littérature autrichienne moderne, de Enquête sur un sabre
- Leonardo Sciascia, auteur sicilien de Le Jour de la chouette (Il giorno della civetta) et Le Conseil d'Égypte
- Andrea Camilleri, auteur sicilien, ami de Leonardo Sciascia créateur du personnage du commissaire Salvo Montalbano
- Elsa Morante, auteur de L'Île d'Arturo et de La storia
- Carlo Levi, auteur de Le Christ s'est arrêté à Eboli
- Primo Levi, auteur de La clé à molette et  Si c'est un homme
- Pier Paolo Pasolini

## Artisanat
- Arts appliqués, Arts décoratifs, Arts mineurs, Artisanat d'art, Catégorie:Artisan, Trésor humain vivant, Maître d'art
- Musées d'art en Italie
- Artistes par nationalité, Artistes italiens

### Arts graphiques
- Calligraphie, Enluminure, Gravure, Origami
- Imprimeurs italiens
- Graveurs italiens

### Design
- Communication : Graphisme, Illustration, Typographie, Imprimerie
- Designers italiens

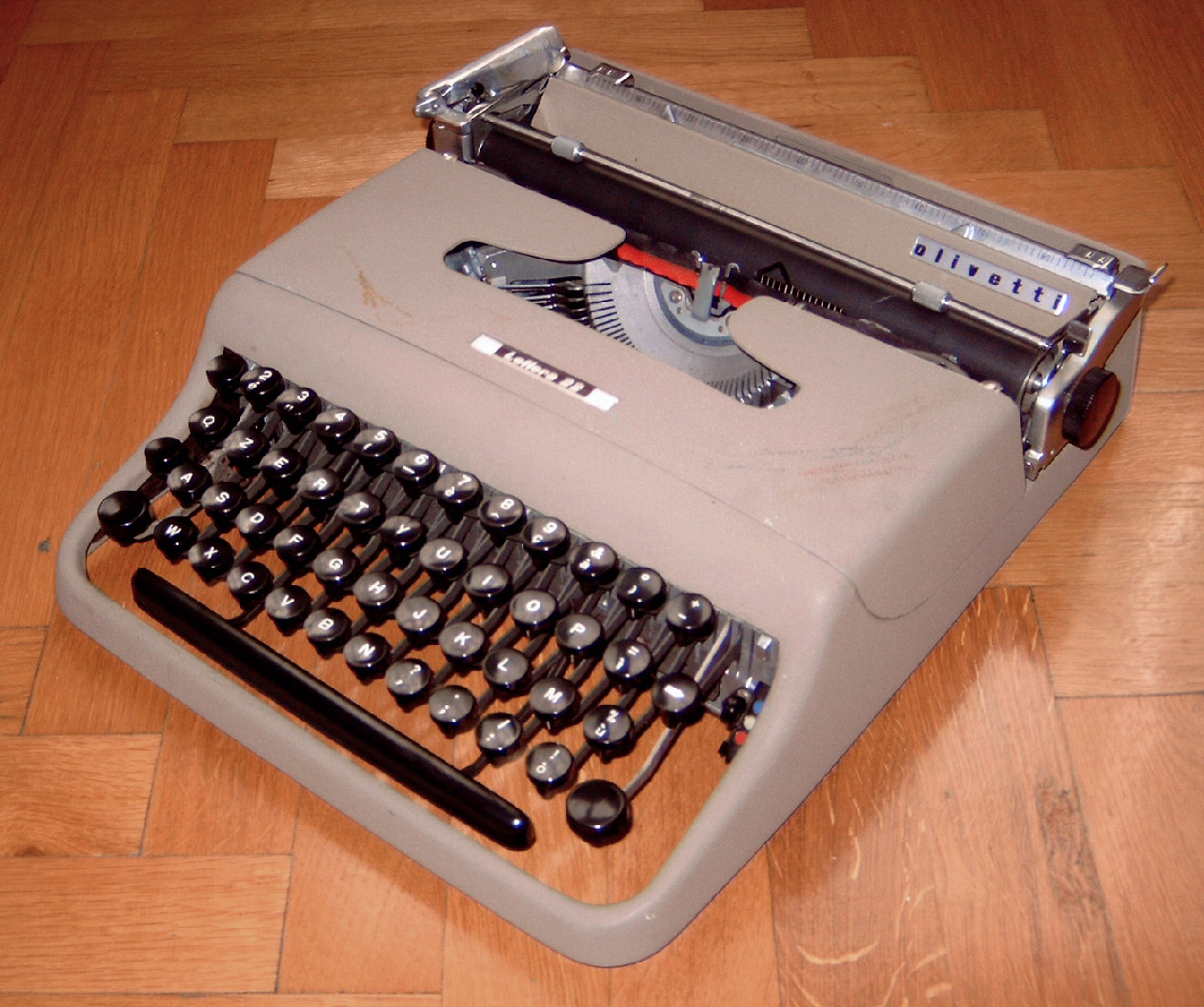
Machine à écrire Olivetti de Marcello Nizzoli (1950)

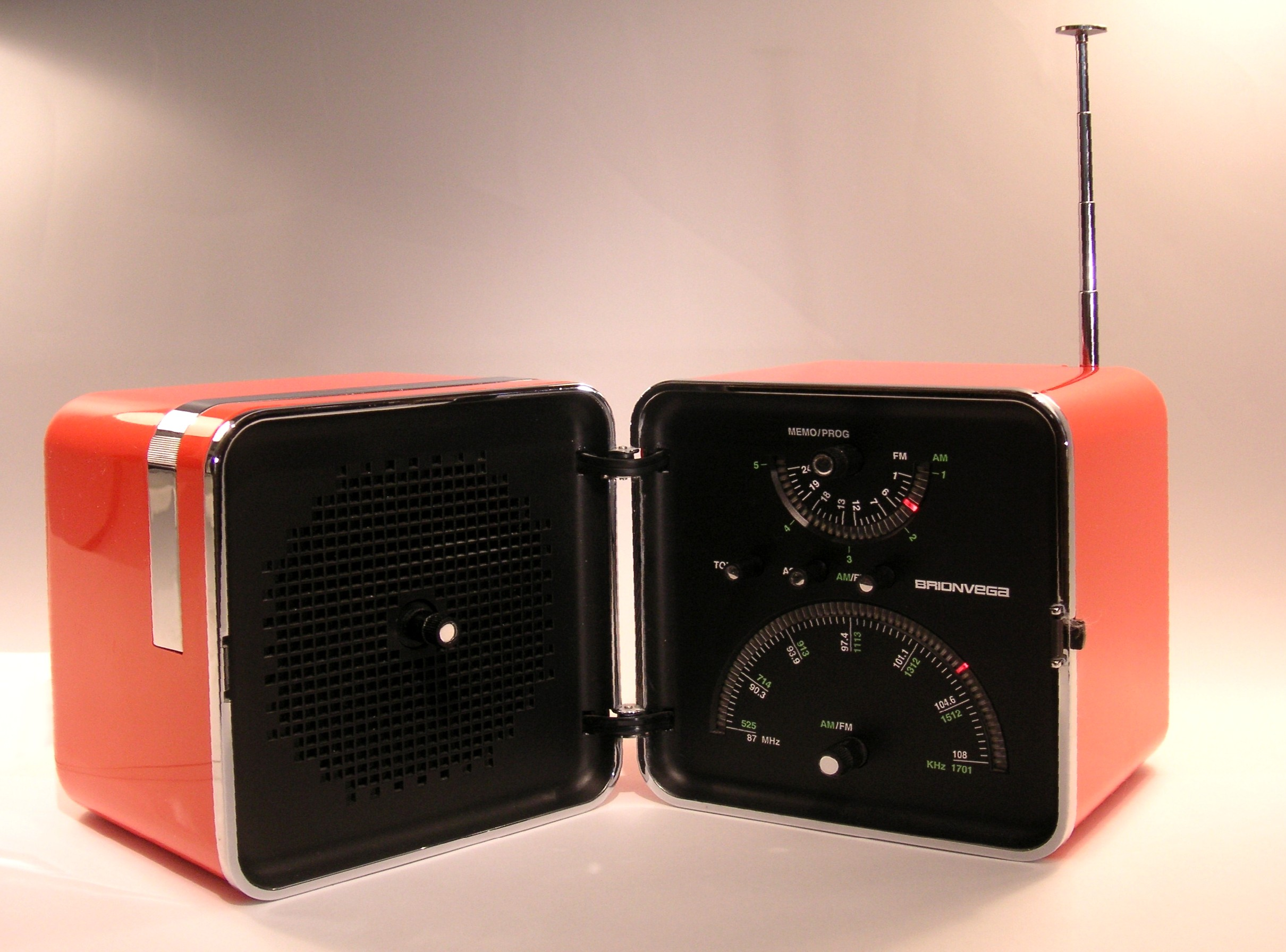
Appareil radio Brionvega

Pour beaucoup de créateurs, l'Italie reste la patrie du design (Disegno industriale), le design italien. 
Aussi sensible dans le domaine industriel (automobiles de luxe) que dans celui de l'ameublement de bureau, le design italien s'exerce et s'est exercé autant sur tous les objets de la vie quotidienne comme les ustensiles de cuisine (les cafetières), le mobilier (les tables, les chaises, les lampes) et en a laissé des traces sensibles.
La formation au design en Italie s'appuie sur des établissements de formation réputés, sur des écoles d'avant-garde, des universités et des salons où les projets peuvent s'exprimer. 
La production actuelle est très diversifiée et on associe le style italien à l'alliance de la créativité artistique à une très forte rigueur 
conceptuelle.
L’Italie est désignée comme étant « La patrie du Design ». Le design italien est très particulier car il s’applique notamment sur des objets du quotidien qui ne nous sont pas indispensables (cafetières, lampe de chevet…).

### Textiles, cuir, papier
- Art textile, Arts textiles, Design textile
- Mode, Costume, Vêtement, Confection de vêtements (rubriques), Stylisme
- Broderie, Couture, Dentelle, Tapisserie,
- Textile, Costume traditionnel (rubriques)
- Artistes italiens du textile, Stylistes italiens
- Vêtement traditionnel italiens
- Entreprises liées au secteur de l'habillement ayant leur siège en Italie

- Tapis (rubriques)
  - Tapisserie en Italie
  - Tapis italiens
- Art textile italien (rubriques), Pibiones
- Musées du textile en Italie

- Cuir de Venise

#### Mode
- Costumiers italiens
- Mode italienne
  - Italian fashion (en)
  - History of Italian fashion (en)
  - Fashion in Milan (en)
  - Couturiers italiens
  - Musées de la mode : Museo Rossimoda della calzatura, Museum of Farnese Garments, Armani/Silos, Museo di Palazzo Mocenigo, Salvatore Ferragamo Museum

La mode italienne est représentée par ses marques connues telles que Giorgio Armani, Byblos (conçu par Manuel Facchini), Bottega Veneta, Roberto Cavalli, costume national, Brunello Cucinelli, Diesel (créé par Andreas Melbostad tant que la ligne Black Gold est concernée), Dolce & Gabbana, Etro, Fay (dirigé par Arthur Arbesser), Fendi (précédemment dirigé par Karl Lagerfeld pour les vêtements féminins et prêt-à-porter et par Silvia Venturini Fendi pour les accessoires et les lignes pour hommes), Salvatore Ferragamo (conçu par Paul Andrew pour les vêtements et les chaussures pour femmes et Guillame Meilland pour les lignes pour hommes), Fiorucci, Frankie Morello, Genny (conçu par Sara Cavazza Facchini), Gucci (réalisé par Alessandro Michele), Hogan, Iceberg (réalisé par James Long), Kiton, La Perla (réalisé par Julia Haart), Loro Piana, Marni (fondé par Consuelo Castiglioni et maintenant réalisé par Francesco Risso), Antonio Marras, Missoni, Moncler, Moschino (réalisé par Jeremy Scott), MSGM (réalisé par Massimo Giorgetti), N ° 21 (créé par Alessandro Dell'Acqua), Prada, Richmond, Ermanno Scervino, Tod's (conçu par Andrea Incontri en ce qui concerne les lignes pour hommes), Trussardi, Valentino (réalisé par Pierpaolo Piccioli) et Versace (réalisé par Donatella Versace) [5], pour nommer les plus significatifs.. L'élégance et le respect d'un « conservatisme » associé à la mode d'aujourd'hui par ces grandes marques italiennes démontre par leur succès mondial que l’élégance peut aussi être audacieuse, confortable et même fonctionnelle.
Si Milan est devenue capitale de la mode en Italie vers 1970, Florence avait acquis cette position précédemment durant un temps. Position qu'elle dispute à Paris, toutes deux étant deux villes phares de la mode.
Le goût pour le paraître, le soin que les Italiens portent à leur apparence sont des caractéristiques très italiennes qui inscrivent la mode dans toute la culture italienne.

### Bois, métaux
- Boiserie, Menuiserie, Ébénisterie, Marqueterie, Gravure sur bois, Sculpture sur bois, Mobilier, Lutherie
- Dinanderie, Dorure, Chalcographie
- Designers italiens de mobilier

### Poterie, céramique, faïence
- Mosaïque, Poterie, Céramique, Terre cuite
- Poterie italienne
- Céramistes italiens

### Verrerie d'art
- Art verrier, Verre, Vitrail, Miroiterie
- Maîtres verriers
- Maîtres verriers italiens
- Verre de Murano

### Joaillerie, bijouterie, orfèvrerie
- Bijouterie, Horlogerie, Joaillerie, Orfèvrerie
- Orfèvres italiens
- Designers italiens en joaillerie
- Italian charm bracelet (en)
- Couronne de fer de Lombardie

### Espace
- Architecture intérieure, Décoration, Éclairage, Scénographie, Marbrerie, Mosaïque
- Jardin, Paysagisme
- Architectes paysagistes par nationalité, Architectes d'intérieur par nationalité
- Architectes paysagers italiens, Architectes d'intérieur italiens

## Arts visuels
- Arts visuels, Arts plastiques
- Arts en Italie
- Art italien
- Italian modern and contemporary art (en)
  - Futurisme, Manifeste du futurisme, Novecento (mouvement)
  - Peinture métaphysique, Arte povera, Trans-avant-garde
- Écoles d'art en Italie
- Artistes italiens
- Artistes contemporains italiens
- Musées d'art en Italie, Liste de musées d'art en Italie
- Musées et galeries d'art en Italie
- Prix artistiques en Italie
- Mouvements artistiques italiens
- Art brut, Art brut en Italie (rubriques)
- Art urbain, Art urbain (rubriques)

Les arts plastiques à travers leurs différents mouvements historiques byzantin, gothique, Renaissance, maniériste, baroque, rococo, néoclassique…

### Dessin
- Bande dessinée italienne (rubriques), Fumetti
- Gravure italienne (rubriques)
- Dessinateurs italiens
- Illustrateurs italiens
- Affichistes italiens
- Calligraphes italiens
- Enlumineurs italiens

### Peinture
- Peinture, Peinture par pays
- Peintres italiens, Liste de peintres italiens
- Graffiti, Graffiti en Italie
- Peinture murale, Peintures murales en Italie

- Toute la Renaissance italienne et généralement tous ses peintres, certains regroupés même par famille d'artistes italiens.
- Par région, les écoles italiennes de peinture :

| - École florentine - École vénitienne - École véronaise | - École de Ferrare - École romaine - École siennoise | - École lombarde - École génoise - École de Parme | - École de Mantoue - École de Crémone - École de Bologne | - École de Forlì - École ombrienne - École napolitaine |

### Sculpture
- Sculpture en Italie (rubriques)
- Sculpteurs italiens

Exemples d'œuvres de type maniériste :
L’époque du style « maniérisme » à Udine (Région Frioul-Vénétie Julienne) a donné la Tour de l’Horloge de Giovanni da Udine et le Portique Saint-Jean de Bernardino da Morcote.
Par ailleurs, à voir :
- Le Bernin
- voir Giambologna
- voir Statue de Cosimo Ier à Bologne

### Architecture
- Architecture par pays
- Architecture en Italie, Architecture en Italie (rubriques), Architecture of Italy (en)
- Art nouveau en Italie
- Monuments en Italie
- Architectes italiens
- Urbanisme en Italie, Urbanisme en Italie (rubriques)

- Les caractéristiques Duomo, bâtiments religieux à coupole, souvent cathédrales comme ceux de Florence ou de Sienne, mais aussi lieu de pèlerinage comme celui de Vicoforte.
- Les battistero (baptistère), en face du duomo, comme à Florence, le Baptistère Saint-Jean où a été baptisé Dante Alighieri.
- Les villas d'une façon générale et plus spécifiquement à la Renaissance :
  - les Villas médicéennes
  - les Villas palladiennes
  - Les Villas génoises
  - Les Loggias, les maisons-tours…

### Photographie
- Photographie en Italie
- Entreprises de photographie en Italie
- Photographes italiens

### Graphisme
- Graphistes italiens
- Design italien
- catégorie Designers italiens
- Made in Italy (définition)

## Arts du spectacle
- Spectacle vivant, Performance, Art sonore

### Musique(s)
- Musique par pays
- Musique improvisée, Improvisation musicale
- Musique italienne, Musique italienne (rubriques)
- Musiciens italiens, Compositeurs italiens
- Chanteurs italiens, Chanteuses italiennes
- Écoles de musique par pays, Écoles de musique en Italie
- Œuvres de compositeur italien, Opéras italiens
- Récompenses musicales en Italie

- Guido d'Arezzo
- Giovanni Pierluigi da Palestrina
- Girolamo Frescobaldi
- Claudio Monteverdi
- Carlo Gesualdo
- Andrea Bocelli
- Andrea Gabrieli
- Giovanni Gabrieli
- Jacopo Peri
- Giacomo Carissimi
- Arcangelo Corelli
- Tomaso Albinoni
- Giovanni Battista Pergolesi
- Antonio Vivaldi
- Domenico Cimarosa
- Niccolò Paganini
- Luigi Boccherini
- Gioachino Rossini
- Antonio Salieri
- Alessandro Scarlatti
- Domenico Scarlatti
- Giuseppe Verdi
- Vincenzo Bellini
- Gaetano Donizetti
- Giacomo Puccini
- Pietro Mascagni
- Gian Francesco Malipiero
- Alfredo Casella
- Luigi Russolo
- Ottorino Respighi
- Bruno Maderna
- Ferruccio Busoni
- Franco Donatoni
- Aldo Clementi
- Laura Pausini
- Luigi Nono
- Luciano Berio
- Sylvano Bussotti
- Salvatore Sciarrino
- Nino Rota
- Ennio Morricone
- Eros Ramazzotti
- Mikelangelo Loconte

### Danse
- Danse en Italie, Danse en Italie (rubriques)
- Liste de danses traditionnelles en Italie, Danse populaire italienne (en)
  - Mascarade, Forlane, Danze occitane (it), Tarantella calabrese (it), Ndrezzata (it)…
- Danseurs italiens, Danseuses italiennes
- Liste de chorégraphes contemporains, Chorégraphes italiens
- Liste de compagnies de danse et de ballet, Compagnies de danse contemporaine
- Compagnies de danse en Italie
- Enseignement de la danse en Italie (rubriques)
- Ballet italien (en)
- École de ballet de La Scala
- Danse contemporaine, Danse contemporaine en Italie (rubriques)
- Festivals italiens de danse
  - Biennale de Venise, F.I.S.Co., Nervi International Ballet Festival, Netmage
- Patinage artistique par pays

### Théâtre
- Improvisation théâtrale, Jeu narratif
- Théâtre en Italie (it), Théâtre italien (rubriques)
- Dramaturges italiens
  - Quelques dramaturges : Goldoni, Pirandello, Sem Benelli, Eduardo De Filippo, Dario Fo, Carmelo Bene
- Metteurs en scène italiens
- Pièces de théâtre italiennes
- Liste de comédiens italiens (en)
- Compagnies théâtrales italiennes (it)
- Centres de formation scénique en Italie (it)
- Théâtre en italie par époque
  - Atellane
  - Théâtre latin
  - Théâtre napolitain
  - Commedia dell'arte
  - Représentation sacrée
  - Théâtre à la Renaissance
  - Réforme italienne du théâtre (it)
  - Comédie ridicule en Italie (it)
  - Drame bourgeois
  - Théâtre futuriste (it), Synthèse théâtrale futuriste
  - Avant-garde théâtrale italienne des années 1960-1970 (it)
- Salles de théâtre en Italie, Liste des salles de théâtre en Italie (it)
- Festivals de théâtre italiens (it)
- Récompenses théâtrales en Italie : Prix Flaiano, Le Maschere Awards (en)
- Quelques personnalités nouvelles (pour les francophones) : Daria Deflorian[2], Antonio Tagliarini,
- Théâtre italien de Paris

### Autres scènes: marionnettes, mime, pantomime, prestidigitation
Les arts mineurs de scène, arts de la rue, arts forains, cirque, théâtre de rue, spectacles de rue, arts pluridisciplinaires, performances manquent encore de documentation pour le pays …
Pour le domaine de la marionnette, on relève : Arts de la marionnette en Italie, sur le site de l'Union internationale de la marionnette UNIMA).
La tradition des théâtres de marionnettes est ancienne. Chaque ville avait son personnage préféré. Les plus connus, encore aujourd'hui, sont les Napolitains Pulcinella et Scaramuccia. Outre les théâtres ambulants utilisant des pupazzi (marionnettes à gaine), il y avait des théâtres fixes, comme le théâtre Fiano à Milan, présentant des fantoccini (marionnettes à fils), le théâtre des burattini à Rome (marionnettes à tête de bois), qui jouaient des comédies, des mélodrames et des spectacles de danse.
Actuellement en Italie centrale la compagnie de marionnettes (marionnettes siciliennes) Art G.Botta est active.
Parmi les artistes contemporains italiens, Magica Gilly, illusionniste porteuse de trisomie 21, est reconnue pour ses prestations visuelles dans plusieurs festivals européens, notamment à Saint-Marin, Madrid ou Don Benito.
- Marionnettistes italiens
- Théâtre de marionnettes sicilien Opera dei Pupi
- Artistes de cirque italiens (en)

- Carnavals en Italie
- Déguisements masqués de carnaval par région en Italie (it)

### Cinéma
- Cinéma italien, Cinéma italien (rubriques)
- Réalisateurs italiens, Scénaristes italiens
- Acteurs italiens, Actrices italiennes
- Films italiens
  - Films documentaires italiens, Films d'animation italiens
- Récompenses de cinéma en Italie

- Anton Giulio Bragaglia, réalisateur
- Riccardo Freda, réalisateur,
- Roberto Rossellini, réalisateur de Rome, ville ouverte, Paisà, Allemagne, année zéro, Stromboli, Voyage en Italie et Le Général Della Rovere
- Federico Fellini, réalisateur de I vitelloni, La dolce vita, Huit et demi, Juliette des esprits, Satyricon, Fellini Roma et Amarcord,
- Vittorio Cottafavi, réalisateur,
- Vittorio De Sica, réalisateur du Voleur de bicyclette, Miracle à Milan et Le Jardin des Finzi-Contini ; acteur dans Madame de...
- Dino Risi, réalisateur
- Valerio Zurlini, réalisateur,
- Pietro Germi, réalisateur,
- Pier Paolo Pasolini, réalisateur de Accattone, L'Evangile selon Saint-Mathieu, Théorème, Le Décaméron, Les Contes de Canterbury et Salò ou les 120 Journées de Sodome
- Luchino Visconti, réalisateur de Rocco et ses frères, Le Guépard, Les Damnés, Mort à Venise et Ludwig
- Duccio Tessari, réalisateur,
- Vittorio de Seta, réalisateur,
- Luigi Comencini, réalisateur, auteur, entre autres, de Pinocchio
- Francesco Rosi, réalisateur
- Gillo Pontecorvo, réalisateur
- Mario Monicelli, réalisateur
- Giuseppe De Santis, réalisateur,
- Pasquale Squitieri, réalisateur,
- Michelangelo Antonioni, réalisateur
- Bernardo Bertolucci, réalisateur
- Marco Ferreri, réalisateur
- Carmine Gallone, réalisateur,
- Sergio Corbucci, réalisateur,
- Dario Argento, réalisateur
- Mario Bava, réalisateur
- Ettore Scola, réalisateur
- Damiano Damiani, réalisateur
- Sergio Leone, réalisateur : l'idéateur du genre Western Spaghetti auteur aussi de Il était une fois en Amérique, considéré comme un des plus beaux films de l'histoire du cinéma.
- Giuseppe Tornatore, réalisateur de Nuovo Cinema Paradiso
- Pupi Avati, réalisateur
- Ermanno Olmi, réalisateur
- Frères Taviani, réalisateurs
- Marco Bellocchio, réalisateur
- Nanni Moretti, réalisateur, auteur de Journal intime, La Chambre du fils et Le Caïman
- Roberto Benigni, réalisateur, auteur  de La vie est belle ; acteur dans Down by Law
- Paolo Sorrentino, réalisateur
- Matteo Garrone, réalisateur
- Amedeo Nazzari, acteur
- Totò, acteur
- Gian Maria Volontè, acteur
- Anna Magnani, actrice
- Sophia Loren, actrice
- Gina Lollobrigida, actrice
- Virna Lisi, actrice
- Monica Vitti, actrice notamment dans les premiers films de Michelangelo Antonioni
- Monica Bellucci, actrice
- Gianna Maria Canale, actrice,
- Claudia Cardinale, actrice,
- Alida Valli, actrice,
- Isa Miranda, actrice,
- Antonnela Lualdi, actrice,
- Rossana Podesta, actrice,
- Sylva Koscina, actrice,
- Eleonora Rossi Drago, actrice,
- Giulietta Masina, actrice,
- Silvana Mangano, actrice,
- Laura Antonelli, actrice,
- Stefania Sandrelli, actrice,
- Giuliano Gemma, acteur,
- Franco Nero, acteur,
- Fabio Testi, acteur,
- Giancarlo Giannini, acteur,
- Gino Cervi, acteur
- Aldo Fabrizi, acteur,
- Terence Hill, acteur,
- Bud Spencer, acteur,
- Rossano Brazzi, acteur,
- Massimo Girotti, acteur,
- Nino Manfredi, acteur
- Marcello Mastroianni, acteur
- Carlo Verdone, acteur
- Alberto Sordi, acteur
- Vittorio Gassman, acteur

### Autres
- Vidéo, Jeux vidéo, Art numérique, Art interactif
- Jeux vidéo développés en Italie
- Culture alternative, Culture underground

## Tourisme
- Tourisme en Italie, Tourisme en Italie (rubriques)

## Patrimoine culturel

### Musées
- Liste de musées en Italie, Musées du Vatican, Liste de musées à Saint-Marin
- Catégorie:Bibliothèque en Italie

### Liste du Patrimoine mondial
Le programme Patrimoine mondial (UNESCO, 1971) a inscrit :
- Liste du patrimoine mondial en Italie

### Liste représentative du patrimoine culturel immatériel de l’humanité
Le programme Patrimoine culturel immatériel (UNESCO, 2003) a inscrit dans sa liste représentative du patrimoine culturel immatériel de l’humanité :
- 2008 : Le Canto a tenore, chant pastoral sarde[6],
- 2008 : Le théâtre de marionnettes sicilien Opera dei Pupi[7],
- 2012 : Le savoir-faire traditionnel du violon à Crémone[8],
- 2013 : La diète méditerranéenne (Chypre – Croatie – Espagne – Grèce – Italie – Maroc – Portugal)[9],
- 2013 : Les processions de structures géantes portées sur les épaules[10],
- 2014 : La pratique agricole traditionnelle de la culture de la « vite ad alberello » (taille de la vigne en gobelet) de la communauté de Pantelleria[11],
- 2017 : L'art du pizzaiolo napolitain[12],
- 2018 : L'art de la construction en pierre sèche : savoir-faire et techniques[13](Croatie, Chypre, France, Grèce, Italie, Slovénie, Espagne et Suisse).

### Registre international Mémoire du monde
Le programme Mémoire du monde (UNESCO, 1992) a inscrit dans son registre international Mémoire du monde (au 10/01/2016) :
- 2005 : La Bibliothèque de Malatesta Novello (Cesena)[14].

Elle comprend, outre les grandes œuvres de la culture médiévale, les fruits de la tradition classique latine, grecque, hébraïque et arabe. C’est un exemple unique de bibliothèque du Quattrocento, au seuil de l’invention de l’imprimerie.
- 2005 : La Corvina (Bibliotheca Corviniana)[15].
- 2011 : Archives historiques du diocèse de Lucca[16].
- 2013 : Films d’actualité et photographies de l’Institut National L.U.C.E[17].
- 2013 : La diète méditerranéenne (Chypre – Croatie – Espagne – Grèce – Italie – Maroc – Portugal)[9].
- 2015 : Le travail de Fray Bernardino de Sahagún (1499-1590) : Codex de Florence, codex Matritense (avec le Mexique)[18].
- 2015 : Codex Purpureus Rossanensis[19].
- 2015 : La collection des almanachs Barbanera (1762-1962)[20].

### Filmographie
- L'Italie au fil de l'eau. de Crémone à Venise, collection Croisières à la découverte du monde, 2007, 58 min (DVD)
- Italie du Nord, Terre des Arts, collection images et cultures du monde, 2015, 110 min (DVD)